# Трећи свијет (албум)
Трећи свијет је други студијски албум рок групе Хаустор. Албум је издат 1984. године.
Једина песма на албуму која је помало и одударала од атмосфере и концепта Трећег свијета је наравно “Радничка класа одлази у рај”, која због свога текста није нашла своје место на првенцу, а након три године су очигледно нека политичка времена сазрела и песму коју су изводили од почетка своје каријере уврстили су на овај албум.
Управо ова плоча открива колико је Хаустор био испред свог времена јер избор мелодија, хармоније, стихови о увек актуелној теми - политичкој некоректности и критичког промишљања упаковани у одличне аранжмане и продукцију звуче и данас актуелно и модерно.

## Позадина
У току 1982. године, Хаустор издаје ЕП плочу Зима /Мајмун и мјесец /Цапри.
6. јануара 1982. године, група је одржала опроштајни концерт. Разлог је био војни рок. Снимак са тог концерта ће се појавити тек 1995. године под називом Уље је на води.
За време паузе, Рундек је дипломирао глуму у Загребу, да би потом учествовао на МЕС фестивалу у Сарајеву, као и на Дубровачким летњим играма.
Први наступ након одслужења војног рока, био је септембра 1983. године у Љубљани. Касније је Рундек дао интервју за један магазин.

## Албум
Рундек је писао стихове, а Сахер музику. Овај албум је на неки начин спадао у домаћи ауторски реге-албум. Музика са Јамајке је прилагођена домаћим оквирима. Сахер затим напушта групу после чега се она нашла у озбиљној кризи. Песма "Радничка класа одлази у рај" је требала да се нађе на деби албуму, али је оцењена као провокативна од стране Југотона. Трећи свијет био је један од првих албума снимљених у сплитском студију Тетрапак. Звук се углавном базира на бенд The Clash и Еливса Костела.
2022. године је изашла ремастеризована верзија на грамофонској плочи. Тим поводом се група поново окупила. 2025. излази dub верзија песме, за коју је снимљен и спот.

## Песме
На албуму се налазе следеће песме:

## Пријем
Портал music-box.hr у рецензији поводом реиздања на плочи наводи да данас већ одавно нема радничке класе, барем не у оном облику и смислу као пре четрдесетак година и више година, да ли је отишла у рај или можда негде другде, али и дан данас поносно стоји као неки лагани убод свим властима. Албум је оцењен са 5 звездица

## Наслеђе
Албум се 1998. године нашао на 20. месту на листи 100 албума југословенске поп и рок музике. 2015. године, албум је позициониран на 8. месту на листи 100 албума југословенског рока у хрватској верзији Rolling Stone-а.
На београдском фестивалу Док н ритам је најављен филм под називом Трећи свијет. Тема је однос Рундек-Сахер. У марту 2025. након изласка dub верзије, објављено је да је премијера филма Трећи свијет заказана за лето, а да биоскопска дистрибуција креће на јесен.

## Топ листе

### Недељна листа
| Листа     | Највиша позиција |
| --------- | ---------------- |
| ХР Топ 40 | 1                |

| Листа     | Највиша позиција |
| --------- | ---------------- |
| ХР Топ 40 | 2                |

| Листа     | Највиша позиција |
| --------- | ---------------- |
| ХР Топ 40 | 30               |

### Месечна листа
| Листа | Највиша позиција |
| ----- | ---------------- |
| ХДУ   | 1                |

| Листа | Највиша позиција |
| ----- | ---------------- |
| ХДУ   | 3                |

### Полугодишња листа
| Листа | Највиша позиција |
| ----- | ---------------- |
| ХДУ   | 5                |

| Листа | Највиша позиција |
| ----- | ---------------- |
| ХДУ   | 31               |

### Годишња листа
| Листа              | Највиша позиција |
| ------------------ | ---------------- |
| Слободна Далмација | 4                |

### Деценијска листа
| Листа | Највиша позиција |
| ----- | ---------------- |
| Б-92  | 21               |